# アラビアのロレンス
『アラビアのロレンス』（Lawrence of Arabia）は、T.E.ロレンスの生涯とその著書「智恵の七柱（1926年）」に基づいた、英国の壮大な歴史映画。1962年公開、デヴィッド・リーン監督、ピーター・オトゥール主演。スティーヴン・シュナイダーの「死ぬまでに観たい映画1001本」にも掲載されている。

## 概要
実在のイギリス陸軍将校のトマス・エドワード・ロレンスが率いた、オスマン帝国からのアラブ独立闘争（アラブ反乱）を描いた歴史映画であり、戦争映画である。日本での公開は1963年2月。
上映時間は207分。主人公の交通事故死で幕が開く衝撃的な冒頭から、彼が失意の内にアラビアを離れる余りに悲痛な終局までを、雄大に描く。その中でも、ロレンスがマッチの火を吹き消した後に砂漠に大きな太陽が昇る場面や、地平線の彼方の蜃気楼が次第に黒い人影となるまでの3分間、敵の要塞を陥落したロレンスが、ラクダに乗って夕日が照らす海岸を悠々と歩く場面、そして延々と続く広大な白い砂漠と地平線を背景にロレンスが跨ったラクダが駆ける場面等が名シーンとされている。
冒頭（序曲）と休憩とエンディング（終曲）の黒画面に音楽が流れる演出は、当時の大作映画では一般的であった。
オリジナル版制作から実に四半世紀以上が経過した1988年に、再編集を行って完全版が制作された。完全版の上映時間は227分。再編集はリーン監督自らが行い、音声素材が残っていなかった未公開シーンではオトゥールを初めとするオリジナルキャストが四半世紀ぶりに再結集して追加収録を敢行した。それに合わせて楽曲の再編成をしデジタルマスタリングしたものがCDで発売された。だが、劇場公開時のサウンドトラックは経年劣化が激しいことから、スコアを元に再録音されたCDが何枚か発売されている。

## ギャラリー

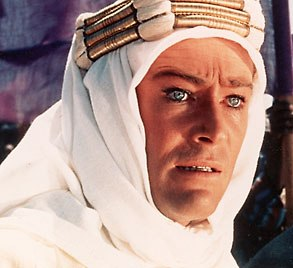
ピーター・オトゥール
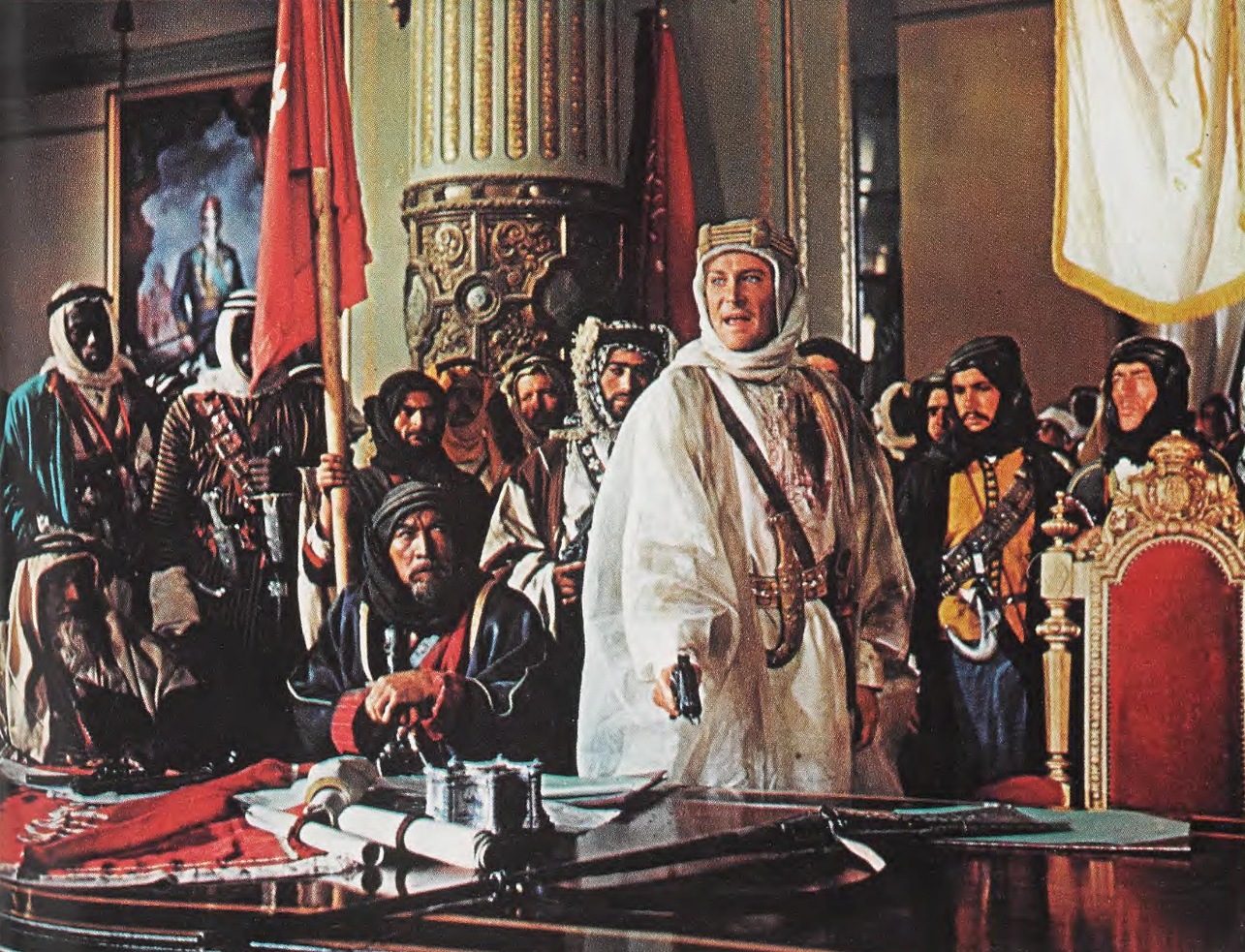
ピーター・オトゥール
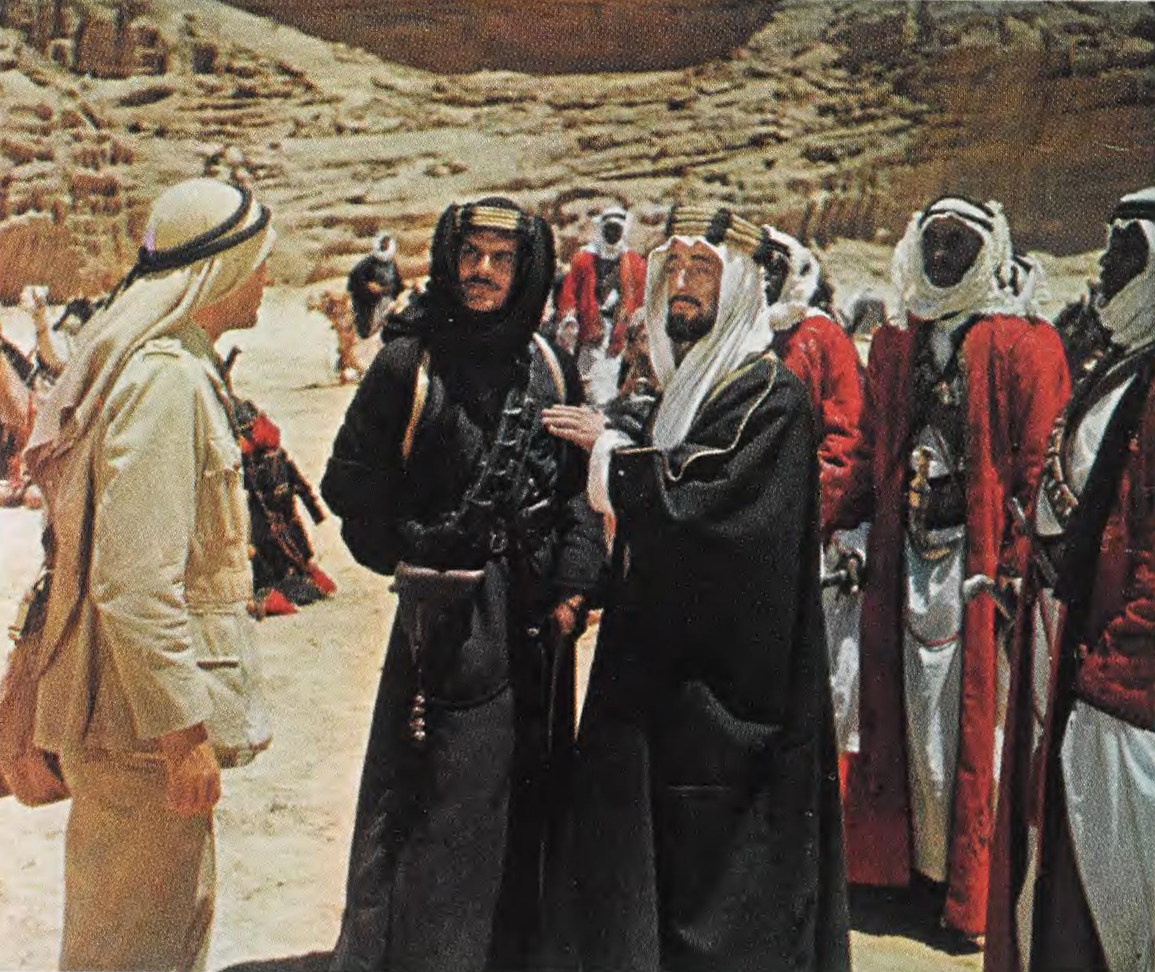
オマル・シャリーフ、アレック・ギネス
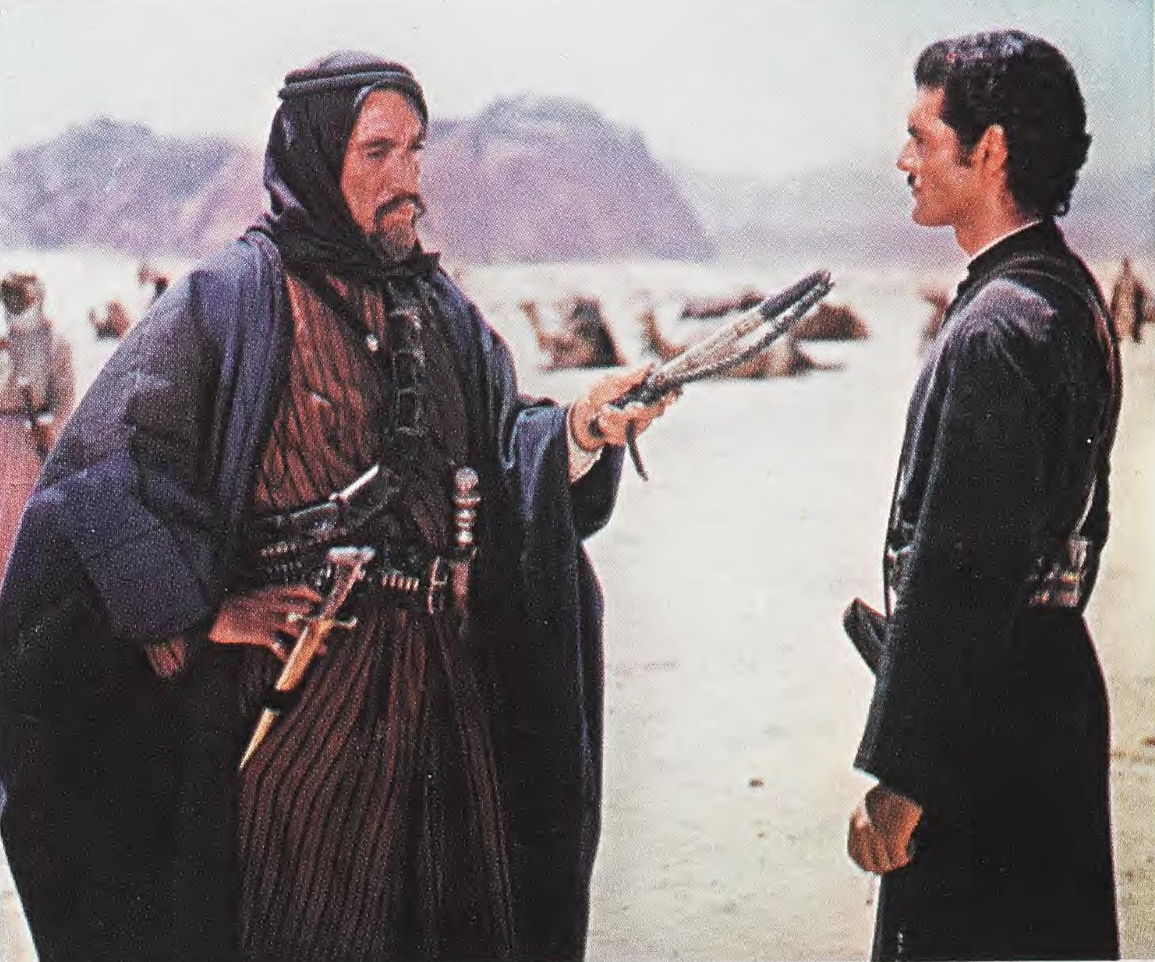
アンソニー・クイン、オマル・シャリーフ
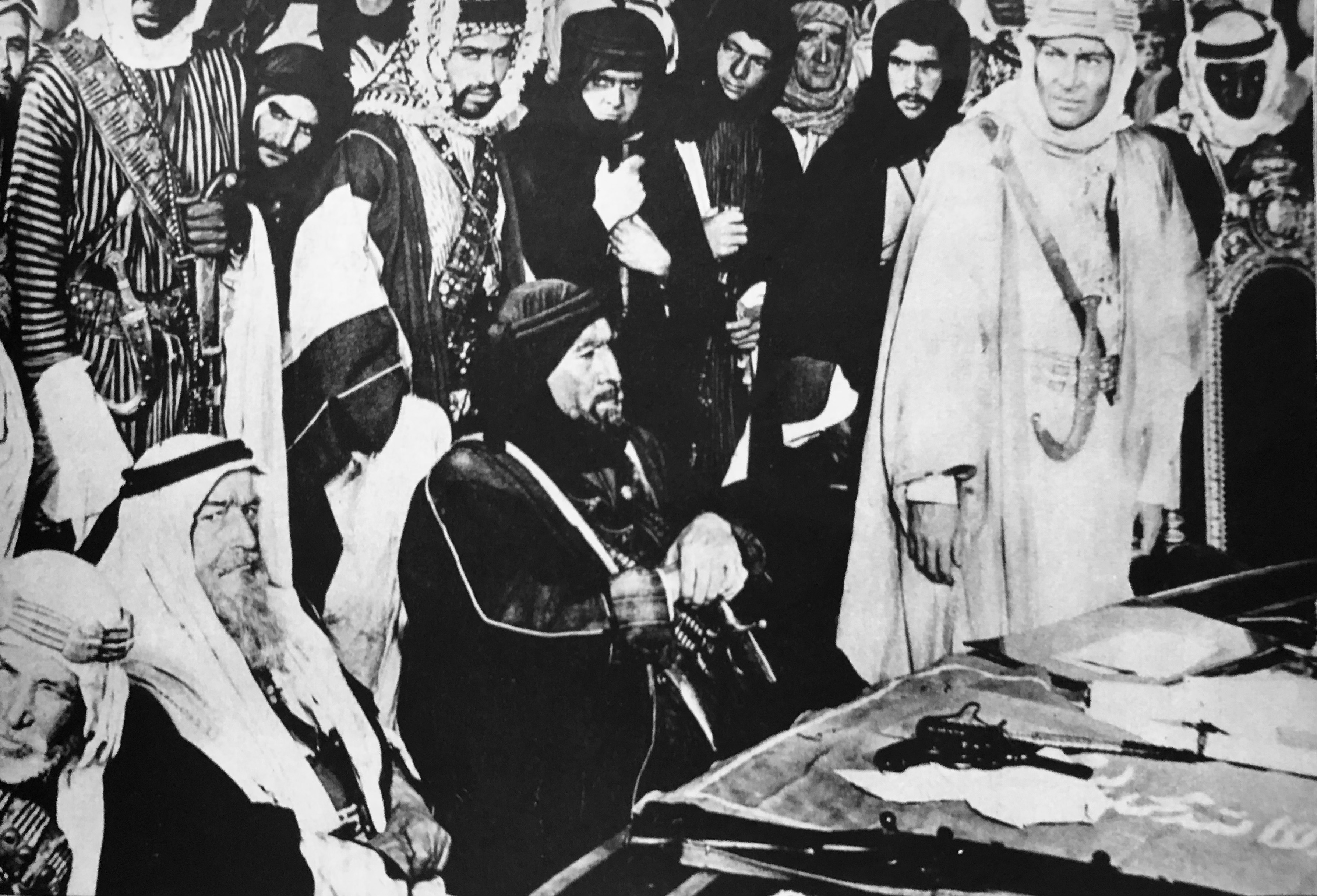
アンソニー・クイン、ピーター・オトゥール
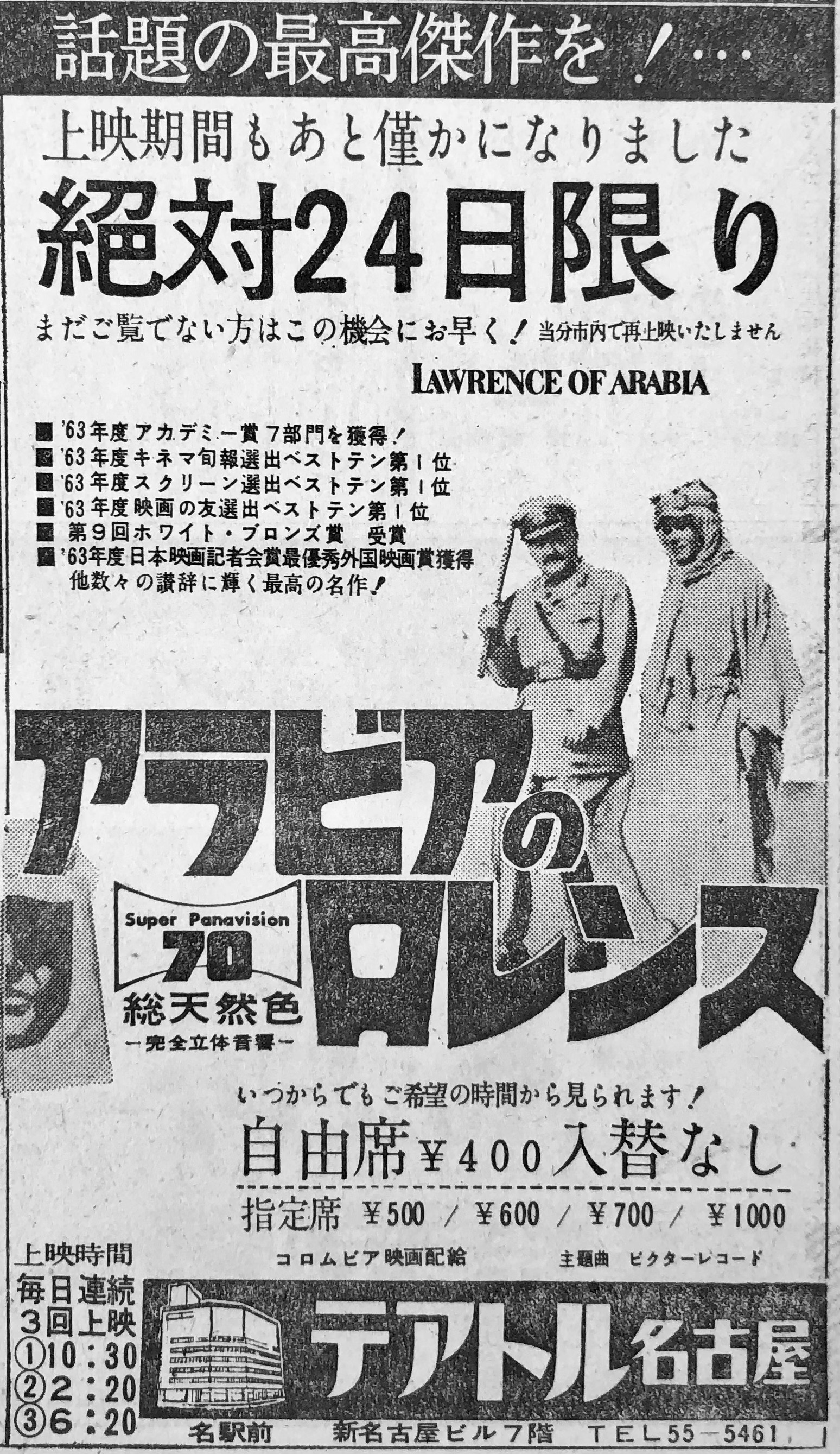
映画の広告（1964年）

## ストーリー
1935年5月13日、オートバイで走行中の男が自転車を避けようとして道路を外れ転倒し死亡。ドーセット州モートンの教会で行われたその男の葬式には多くの人が参列し、銅像も建てられることになった。新聞記者が故人について参列者に尋ねると、「素晴らしい業績をあげたがよく知らない」、「英雄だが自己顕示欲にまみれた男」、「彼ほど偉大な人物は居ない」と評価は毀誉褒貶相半ばしていた。
1916年10月、イギリス陸軍エジプト基地勤務の地図作成課少尉のロレンスは、風変わりな男として知られていた。アラビア語やアラブ文化に詳しいことから、オスマン帝国からの独立闘争を指揮するマッカのシャリーフであるスンナ派のハーシム家のファイサルと会見してイギリスへの協力を取り付ける工作任務を受けることになる。ロレンスはマッチを指で消すのがささやかな特技だったが、炎を息で吹き消すと、場面は灼熱のアラビアの砂漠へと転換する。
ラクダも初めは不慣れだったが、見事に乗りこなせるようになった。案内役のベドウィンが井戸から水を汲んでロレンスに飲ませた。蜃気楼の中から現われたアリと名乗る井戸を所有するハリト族が現れ、無断で他部族の井戸水を盗んだとして案内人を銃で殺害する。アリはロレンスには罪はなく、砂漠を旅するのは大変だろうと案内人を買って出るが、ロレンスはきっぱりと断って一人で出発する。
ロレンスが、ヤンブーにあるアラブ人の基地に到着すると、基地はオスマン帝国軍の襲撃を受けており、ファイサルが懸命に指揮するもののアラブ人は全く反撃できなかった（ヤンブー占領）。ファイサルと面会したロレンスは、独立闘争への協力を約束する。ロレンスはヤンブー・マディーナとタブークの中間にある紅海北部の海岸の町アル・ワジュからアラブ人の勇者50人を率いてネフド砂漠を渡り、オスマン帝国軍が占拠する港湾都市アカバを内陸から攻撃する電撃作戦を立てた。アカバの砲台はアカバ湾（紅海）に向いており、内陸からの攻撃には無防備だった。
延々と続く砂漠を夜間行軍中、ガシムという男が列にいないことにロレンスは気付いた。「戻って助けに行く」と主張するロレンスに、「無茶だ」「死にに行くのか」とアリは抗議する。無謀にもロレンスは、ガシムを救うために一人で今来た道を戻るのだった。ロレンスはラクダにガシムを乗せて戻ってきた。アリをはじめアラブ人達はロレンスを賞賛し、白く美しいアラブ伝統の衣装を身に着けさせ、ロレンス1人だけのアラブ部族として認めたのであった。アカバ近くでアウダ・アブ・タイが率いるハウェイタット族と遭遇した。アウダはそれまでオスマン帝国軍に協力していたが、アラブ独立のためにロレンスと共にオスマン帝国軍と戦うことにする。しかし悲劇が起こる。ロレンス側の兵士がアウダ側の兵士を殺してしまった。殺したのはガシムだった。軍の統制と団結を保つため、ロレンスは苦渋の思いでガシムを拳銃で処刑した。
1917年7月6日にアラブ軍はアカバを奇襲し、オスマン帝国軍の大砲が全て海側に向いていたアカバはあっけなく陥落した（アカバの戦い）。ロレンスはシナイ砂漠を横断してスエズ運河になんとか辿り着き、イギリス陸軍司令部に急行した。アカバ陥落と今後のヒジャーズ鉄道襲撃計画を司令部に報告し、スエズ運河などの攻撃に割くべきオスマン帝国軍の兵力が鉄道防衛に振り向けられて薄くなったら、イギリス軍が呼応してシリア・パレスチナまで反攻させるイギリス軍のための後方撹乱作戦のためである。ロレンス達がシナイ砂漠を横断中に、部下のアラブ人少年の一人ダウドが流砂に捕われて死んでしまう。司令部に到着し、ロレンスはもう一人の部下のアラブ人少年ファラージと共に建物の中に入った。汚れたアラブの衣装を身に付けたロレンスを見て、周囲の軍人は驚きを隠せなかった。そしてロレンスがアカバ陥落を告げると、その場の誰もが驚愕した。満身創痍のロレンスは、司令部内のカフェでレモネードを2つ注文した。「アラブ人は外に出せ」という文句を無視して、ファラージにもレモネードを御馳走したのだ。このロレンスの行動は、アラブ反乱がイギリス軍のための単なる後方撹乱作戦という位置づけなどではなく、アラブ人にアラブを与える聖戦であるという大義の表明でもあった。

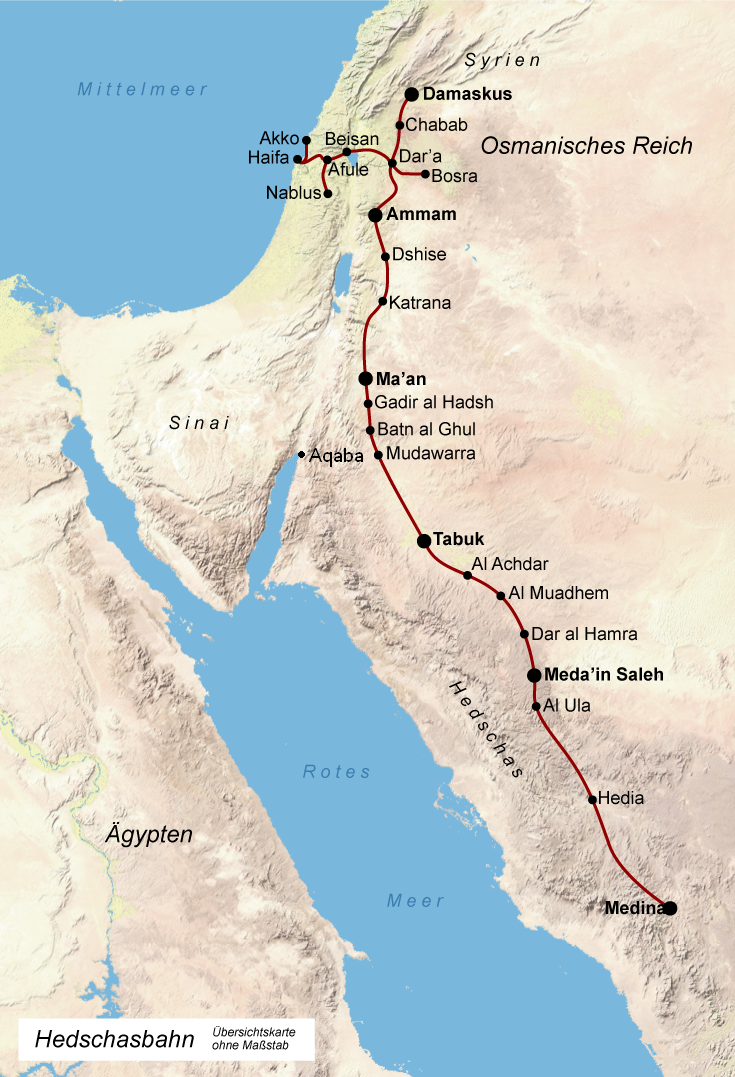
ヒジャーズ鉄道路線図（オスマン帝国時代）

ロレンスは少佐に昇進した。イギリス陸軍からの兵器の補充を受けたアラブ軍は、オスマン帝国軍への更なる攻撃を開始する。オスマン帝国のヒジャーズ鉄道の線路に爆弾を仕掛けて機関車を爆破して猛襲するという戦法を展開した（ワジ・ムサの戦い）。この戦法は大成功を収め、ロレンスの活躍は新聞にも載って広く報道されるのだった。しかし三回目の鉄道襲撃で爆弾を設置する時に、ファラージが懐に入れておいた信管を爆発させてしまった。止むを得ずロレンスは、ファラージを苦しませないためにその場で拳銃で殺害し、鉄道爆破計画を中止した。
次にロレンスは現地の人の服を身に着けて現地人に化け、ダルアーに偵察に行った（ダルアー占領）。心配するアリに対し、「私は透明人間だ」と意気揚々だったが、オスマン帝国軍に見つかり連行された。ロレンスは服を脱がされ、ダルアーを支配するオスマン帝国軍のベイ将軍の好色の餌食となってしまう。

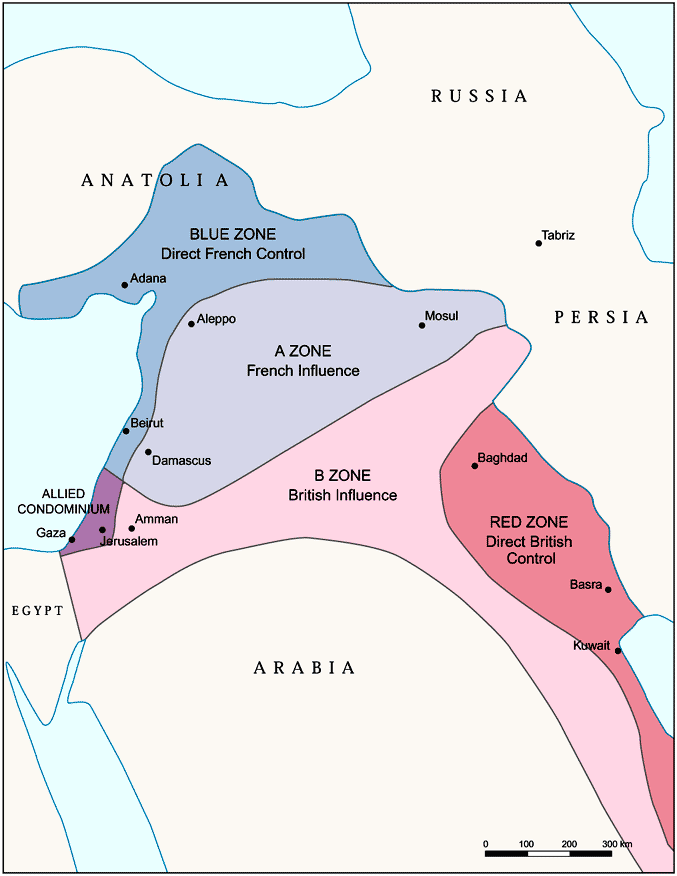
サイクス・ピコ協定。濃い赤はイギリス直接統治、濃い青はフランス直接統治、薄い赤はイギリスの、薄い青はフランスの勢力圏。紫（パレスチナ）は共同統治領

エルサレムでロレンスはアレンビー将軍に辞表を出すが、イギリス陸軍はそれを受理せず、サイクス・ピコ協定を知らせた上で彼をアラビアに送り戻してダマスカス侵攻を指揮させる。ロレンスは、アラブ人にアラブを与えるという大義の為にイギリス陸軍正規部隊より一足早くダマスカスに到着するためとはいえ、彼の部隊に金の為に動く殺人犯も加え、より攻撃的な部隊を編成して進軍する。ダマスカスへの進軍の途中、ロレンスの部隊はタファス村を大量虐殺したばかりの退却中のオスマン帝国軍と遭遇し、逃走してきた村人に"No prisoners!（捕虜はいらぬ＝皆殺しにせよ）"と復讐を懇願される。彼が単身でオスマン帝国軍に切り込み殺されたことをきっかけに、ロレンスの部隊は復讐の連鎖の深みにはまり込み大量虐殺を行ってしまう。
凄惨なメギドの戦いの後、ロレンスの部隊は、イギリス陸軍正規部隊より一足早くダマスカスをオスマン帝国軍から解放することに成功する（ダマスカス占領）。しかし、戦闘で精神的に荒廃したアラブ人の戦士達はアラブ国民会議でエゴをぶつけ合い始め、その結果、街に電力が不足し、火事は収まらず、病院はおざなりになってしまうのだった。アラブ民族会議に失望したロレンスは「砂漠など二度と見たくない。神にかけてだ。」と言い、アラビアを去ることを決意する。ロレンスのことを「敬愛しつつ恐れたが、彼自身も、自分を恐れていた」と語るアリに「アラブに生まれたということは辛い思いをしろということだ」とアウダは言う。その言葉はロレンスの中にある外へのジハードと内へのジハードの葛藤、復讐と寛容との心の戦いを言い当てていた。病院の惨状により、イギリス軍の医療隊が病院にやってきてその中の一人の男が病院を見に来ていたロレンスをアラブ人と勘違いし、平手打ちにする。それはアリとアウダに代わってロレンスとアラブ民族会議を叱責するかのようだった。
オスマン帝国軍から解放されたアラビアは、もはやロレンスを必要とはしていなかった。フサイン＝マクマホン協定を信じてイラク・シリア・アラビア半島を含む大アラブ王国（汎アラブ主義） を構想する老練な族長ファイサルにとって、白人のロレンスがアラブ反乱を指揮した事実は邪魔となっていた。また、サイクス・ピコ協定によりアラブをフランスとともに分割する方針を決めていたイギリス陸軍の将軍にとっても、大アラブ王国を支持し奔走するロレンスは政治的に邪魔な存在となっていたからである。ファイサルは「もうここには勇士は必要でなくなった。私達は協定を進めます。老人の仕事です。若者は戦う。戦いの長所は若者の長所、つまり勇気と未来への希望なのです。だが、老人は平和を作る。そして平和の短所は老人の短所、つまり不信と警戒心なのだ。そうに違いない。あなたに対する私の感謝の気持ちは計り知れない」と語りかけるが、去り行くロレンスにその言葉は虚しく響くばかりだった。
ロレンスはイギリス陸軍の英雄として大佐に昇進させられながらも、アラブ人としての大きな失意を胸に抱きながらアラビアから追放されるのだった。このとき、食堂でロレンスをイギリス陸軍の英雄として褒め称え握手を求めたのは、病院でアラブ人の不寛容に怒りロレンスを平手打ちにし、ロレンスの葬式の際に教会の入り口で記者に抗議する男だったのである。誰よりもアラビアを愛した男、ロレンスを乗せて走り去るロールス・ロイスを、オートバイが追い越していった。

## エピソード

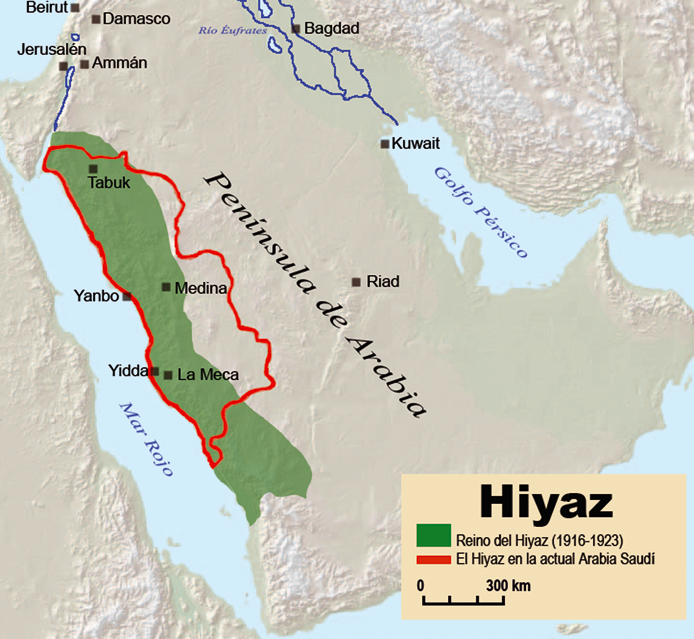
ヒジャーズ王国（緑色の領域）

映画では冒頭でバイク事故死させることでアラブ時代の自身との決別を描き、また映画の最後でロレンスの乗った車がバイクに抜き去られるシーンは、非アラブのトルコ人対アラブ人という民族対立の構図からスンナ派のハーシム家対ワッハーブ派のサウード家の部族間対立へと移り変わろうとする時代の流れに置いていかれようとするロレンス達のヒジャーズ王国を暗示していた。また、映画の公開時はイギリスがスエズ運河を失った第二次中東戦争と第三次中東戦争・第四次中東戦争の間という中東の情勢が緊張した時期であったことから、アラビアに再び起きようとする資源ナショナリズムという現実の時代の流れ、即ちソビエト連邦とエジプト・シリア・ヨルダンの行動や、米国がベトナム戦争直前の情勢緊張から中東まで手が回らないことによりイスラエルを失う可能性、イギリスがオイルメジャーの利権を失う可能性を演出する極めて劇的な政治的メッセージを持つ仕掛けだった。
ロレンスは、ダマスカス攻撃後にロンドンに戻り、外務省や植民地省でアラブ処遇問題の解決に努めた。その後、イギリス陸軍戦車隊、航空隊を経て1935年に除隊するも、その後まもなく、1935年5月13日に、ブラフ・シューペリア社製のオートバイを運転中の交通事故で死亡した。このオートバイは「オートバイのロールスロイス」とも例えられる高級車である。ロレンスは、アラブ反乱時のイギリス首相デビッド・ロイド・ジョージの名前をとって、愛車に「ジョージ」というニックネームをつけていた。この愛車「ジョージ」が事故を起こすことも皮肉めいている。1936年、ロイド・ジョージはドイツ総統アドルフ・ヒトラーを評して「老人に信頼され、若者に理想視されるダイナミックな性格」と語ることになるからである。
アラブ反乱に対して「イギリスの三枚舌外交」と呼ばれる三つの協定、即ちフサイン＝マクマホン協定、サイクス・ピコ協定、バルフォア宣言を締結した事が、後に一連の矛盾外交によって生じたパレスチナ問題や、現在も不自然な国境で分断されているクルド人問題などの遠因となったとも言われている。
ロレンスが所属するイギリスのカイロ領事はハーシム家を支援していたが、ジョン・フィルビーの所属したイギリスのインド総督府はワッハーブ派のサウード家を支援していた。アブドゥルアズィーズ・イブン＝サウードはイギリスとの戦力差をわきまえており、反抗することはなかった。1920年にはそのイギリスの支援を背景にしてアブドゥルアズィーズは中部アラビアのリヤド周辺一帯のナジュドを支配下に置いた。
ロレンス達が建国に貢献したスンナ派のハーシム家によるヒジャーズ王国は、ナジュドのスルタンとなったアブドゥルアズィーズ・イブン＝サウードに侵攻され、わずか9年(1916年 - 1925年)で終焉を迎える。その後ワッハーブ派のサウード家によるナジュド及びヒジャーズ王国 (1926年–1932年)を経て、サウジアラビア (「サウード家によるアラビアの王国」の意味)が1932年に成立する。
ヒジャーズ王国の創始者フサイン国王の三男として生まれたファイサル王子は1920年にダマスカスのアラブ民族会議により、シリア・アラブ王国の初代国王に選ばれ、後にイラク王国の初代国王となる。

### 史実との相違点
- 実際のロレンスは身長165 cmで、当時の英国のエスタブリッシュメントとしては小柄であったが、彼を188 cmの長身であるピーター・オトゥールが演じている。
- 映画では1916年10月からロレンスがアラブ反乱に参加したと脚色されているが、史実ではそれ以前のマッカの戦い（英語版）・マディーナ包囲戦（英語版）・ターイフの戦い（英語版）等の戦闘にも参加した。
- 西欧諸国では本作で描かれているような「アラブ諸国の独立に尽力した人物（アラブ人にとっての英雄）」として認識されているが、アラブ側からは「中東における行動は一貫してイギリスの国益のためのものだった（アラブ側を利用していた）」とする指摘もある。
- ハリト族の“シャリーフ・アリ”(Sherif Ali ibn el Kharish）は架空の人物で、ハリト族も架空の部族である。
- ジャクソン・ベントリー新聞記者Jackson Bentleyは架空の人物で、Lowell Thomasをモデルにしている。また、ドライデン顧問Mr. Drydenは架空の人物で、ロバート・ボルトとデイヴィッド・ホガース（英語版）の二人がモデルになっているほか、ブライトン大佐(Harry Brighton)も架空の人物である。

## キャスト
| 役名                       | 俳優                             | 日本語吹替   | 日本語吹替 | 日本語吹替 |
| 役名                       | 俳優                             | 日本テレビ版 | テレビ朝日版 | テレビ東京版 |
| -------------------------- | -------------------------------- | ------------ | --- | --- |
| ロレンス                   | ピーター・オトゥール             | 岸田森       | 井上孝雄 | 山寺宏一 |
| ファイサル王子             | アレック・ギネス                 | 内田稔       | 大塚周夫 | 小林尚臣 |
| アウダ・アブ・タイ         | アンソニー・クイン               | 北村和夫     | 小松方正 | 坂口芳貞 |
| エドモンド・アレンビー将軍 | ジャック・ホーキンス             | 佐野浅夫     | 鈴木瑞穂 | 瑳川哲朗 |
| シャリーフ・アリ           | オマー・シャリフ                 | 新克利       | 内海賢二 | 磯部勉 |
| ターキッシュ・ベイ司令官   | ホセ・フェラー                   | 森山周一郎   | 大木民夫 | 中村正 |
| ブライトン大佐             | アンソニー・クエイル             | 宮川洋一     | 石田太郎 | 小川真司 |
| ドライデン顧問             | クロード・レインズ               | 神田隆       | 真木恭介 | 永井一郎 |
| ジャクソン・ベントリー     | アーサー・ケネディ               |              | 穂積隆信 | 池田勝 |
| アーチボルト・マーレイ将軍 | ドナルド・ウォルフィット         |              | 小林清志 | 滝口順平 |
| ガシム                     | I・S・ジョーハル                 |              | | 長島雄一 |
| マージド                   | ガミル・ラティブ                 |              | | |
| ファラージ                 | マイケル・レイ                   |              | | |
| ダウド                     | ジョン・ディメック               |              | | |
| タファス                   | ジア・モヒディン                 |              | | 千田光男 |
| 軍医                       | ハワード・マリオン＝クロフォード |              | | |
| クラブの長官               | ジャック・グイリム               |              | | |
| 英軍医療部隊の大佐         | ヒュー・ミラー                   |              | | |
| その他                     |                                  |              | たてかべ和也 田中康郎 鹿沼政仁 仲木隆司 上田敏也 有本欽隆 沢木郁也 龍田直樹 伊武雅之 幹本雄之 杉田俊也 清川元夢 松野達也 石井敏郎 飯塚昭三 石森達幸 緑川稔 国坂伸 村山明 長堀芳夫 | たかお鷹 稲垣隆史 遊佐浩二 阪口大助 伊藤隆大 水野龍司 手塚秀彰 佐々木梅治 田原アルノ 田中正彦 桜井敏治 落合弘治 |

- 日本テレビ版 - 初回放送1978年4月12日、19日『水曜ロードショー』21:00-22:54
  - オリジナル版を前後編に分けて放送。
- テレビ朝日版 - 初回放送1981年2月8日、15日『日曜洋画劇場』
  - オリジナル版を前後編に分けて放送。
- テレビ東京版 - 初回放送2000年12月31日『20世紀名作シネマ』
  - 完全版をノーカットで製作。DVD・BD収録。

## スタッフ
- 監督 - デヴィッド・リーン
- 原作 - トマス・エドワード・ロレンス『智恵の七柱（英語版）』（完訳新版は平凡社東洋文庫 全5巻、2008-09年[5]）
- 脚色 - ロバート・ボルト、マイケル・ウィルソン（赤狩りにより公開当時からクレジットされなかったが、名誉回復し完全版でクレジット追加した）
- 音楽 - 作曲：モーリス・ジャール、編曲：ジェラルド・シュルマン（英語版）
- 撮影 - フレディ・ヤング、スキーツ・ケリー、ニコラス・ローグ、ピーター・ニューブルック（英語版）
- 美術 - ジョン・ボックス（英語版）
- 衣装 - フィリス・ダルトン（英語版）
- 製作 - サム・スピーゲル
- 配給 - コロンビア ピクチャーズ

### 日本語版
- 字幕翻訳：太田国夫[6]

| 吹き替え       | 日本テレビ版 | テレビ朝日版       | テレビ東京版   |
| -------------- | ------------ | ------------------ | -------------- |
| 演出           |              | 春日正伸           | 蕨南勝之       |
| 翻訳           |              | 進藤光太           | たかしまちせこ |
| 調整           |              | 山田太平           | 重光秀樹       |
| 効果           |              | 東上別府精 P・A・G | リレーション   |
| プロデューサー |              | 中島孝三           | 久保一郎       |
| 制作           |              | 日米通信社         | ケイエスエス   |
| 制作           | 日本テレビ   | テレビ朝日         | テレビ東京     |

## 受賞
- 第35回アカデミー賞

| 受賞       | 人物                                               |
| 作品賞     | サム・スピーゲル                                   |
| 監督賞     | デヴィッド・リーン                                 |
| 撮影賞     | F・A・ヤング                                       |
| 編集賞     | アン・V・コーテス                                  |
| 美術賞     | ジョン・ボックス ジョン・ストール ダリオ・シモーニ |
| 作曲賞     | モーリス・ジャール                                 |
| 録音賞     | ジョン・コックス                                   |
| ノミネート |                                                    |
| 主演男優賞 | ピーター・オトゥール                               |
| 助演男優賞 | オマー・シャリフ                                   |
| 脚色賞     | ロバート・ボルト                                   |

- 第20回ゴールデングローブ賞

| 受賞                | 人物               |
| 作品賞 (ドラマ部門) | サム・スピーゲル   |
| 監督賞              | デヴィッド・リーン |
| 助演男優賞          | オマー・シャリフ   |
| 撮影賞              | F・A・ヤング       |

- 英国アカデミー賞

| 受賞                    | 人物                 |
| 作品賞総合部門/国内部門 | サム・スピーゲル     |
| 男優賞国内部門          | ピーター・オトゥール |
| 脚本賞                  | ロバート・ボルト     |
| ノミネート              |                      |
| 男優賞国外部門          | オマー・シャリフ     |